# Tyrannochthonius elegans
Tyrannochthonius elegans är en spindeldjursart som beskrevs av Beier 1944. Tyrannochthonius elegans ingår i släktet Tyrannochthonius och familjen käkklokrypare. Inga underarter finns listade i Catalogue of Life.